# Splachnobryum wiemansii
Splachnobryum wiemansii är en bladmossart som beskrevs av Fleischer 1904. Splachnobryum wiemansii ingår i släktet Splachnobryum och familjen Splachnobryaceae. Inga underarter finns listade i Catalogue of Life.